# コンテ・ディ・サヴォイア
コンテ・ディ・サヴォイアは1930年代から40年代にかけて運航されたイタリア 船籍の客船 である。

## 特徴
3つの巨大なジャイロスコープが配置され、船体の横揺れが軽減した。 

## 画像

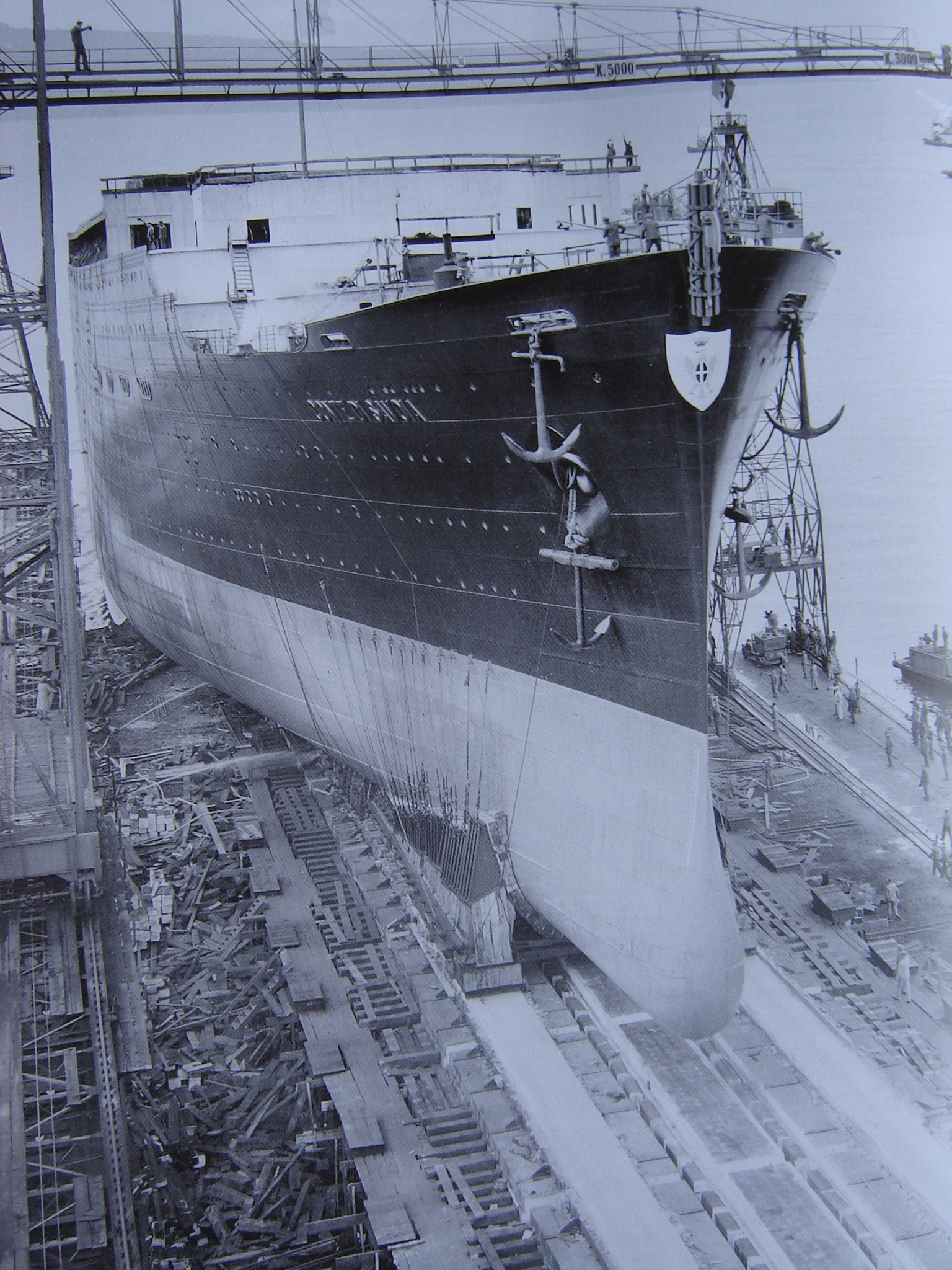
進水式